# 1979-es Formula–1 spanyol nagydíj
A spanyol nagydíj volt az 1979-es Formula–1 világbajnokság ötödik futama.

## Futam
Jaramában debütált a Lotus 80-as (csak Andretti indult vele), a Renault RS10-es és a Williams FW07-es. Az időmérő edzésen a Ligier-k domináltak: Laffite szerezte meg a pole-t Depailler, Villeneuve és Andretti előtt. A rajtnál Depailler szerezte meg a vezetést Laffite előtt, míg Villeneuve visszaesett a jól rajtoló Reutemann mögé. A kanadai próbálta visszaszerezni a helyezését, de megcsúszott és hátraesett a mezőnyben. Laffite nem tudta megelőzni csapattársát, egy elrontott sebességváltás után pedig tönkrement a motorja. Lauda a 60. körben megelőzte Schecktert, de motorhiba miatt később kiesett. Schecktert ezután megelőzte Andretti, így a dél-afrikai negyedik lett. Depailler nyerte a versenyt Reutemann és Andretti Lotusa előtt.
| Helyezés | #  | Versenyző              | Csapat/Motor       | Körök | Idő/Kiesés oka | Rajthely | Pontszám |
| -------- | -- | ---------------------- | ------------------ | ----- | -------------- | -------- | -------- |
| 1        | 25 | Patrick Depailler      | Ligier-Ford        | 75    | 1:39:11,84     | 2        | 9        |
| 2        | 2  | Carlos Reutemann       | Lotus-Ford         | 75    | +20,94         | 8        | 6        |
| 3        | 1  | Mario Andretti         | Lotus-Ford         | 75    | +27,31         | 4        | 4        |
| 4        | 11 | Jody Scheckter         | Ferrari            | 75    | +28,68         | 5        | 3        |
| 5        | 4  | Jean-Pierre Jarier     | Tyrrell-Ford       | 75    | +30,39         | 12       | 2        |
| 6        | 3  | Didier Pironi          | Tyrrell-Ford       | 75    | +48,43         | 10       | 1        |
| 7        | 12 | Gilles Villeneuve      | Ferrari            | 75    | +52,31         | 3        |          |
| 8        | 30 | Jochen Mass            | Arrows-Ford        | 75    | +1:14,84       | 17       |          |
| 9        | 16 | René Arnoux            | Renault            | 74    | +1 kör         | 11       |          |
| 10       | 29 | Riccardo Patrese       | Arrows-Ford        | 74    | +1 kör         | 16       |          |
| 11       | 14 | Emerson Fittipaldi     | Fittipaldi-Ford    | 74    | +1 kör         | 19       |          |
| 12       | 17 | Jan Lammers            | Shadow-Ford        | 73    | +2 kör         | 24       |          |
| 13       | 8  | Patrick Tambay         | McLaren-Ford       | 72    | +3 kör         | 20       |          |
| 14       | 9  | Hans-Joachim Stuck     | ATS-Ford           | 69    | +6 kör         | 21       |          |
| Kiesett  | 5  | Niki Lauda             | Brabham-Alfa Romeo | 63    | Vízszivárgás   | 6        |          |
| Kiesett  | 31 | Héctor Rebaque         | Lotus-Ford         | 58    | Motorhiba      | 23       |          |
| Kiesett  | 27 | Alan Jones             | Williams-Ford      | 54    | Váltó          | 13       |          |
| Kiesett  | 18 | Elio de Angelis        | Shadow-Ford        | 52    | Motorhiba      | 22       |          |
| Kiesett  | 28 | Clay Regazzoni         | Williams-Ford      | 32    | Motorhiba      | 14       |          |
| Kiesett  | 20 | James Hunt             | Wolf-Ford          | 26    | Fék            | 15       |          |
| Kiesett  | 15 | Jean-Pierre Jabouille  | Renault            | 21    | Turbó          | 9        |          |
| Kiesett  | 7  | John Watson            | McLaren-Ford       | 21    | Motorhiba      | 18       |          |
| Kiesett  | 26 | Jacques Laffite        | Ligier-Ford        | 15    | Motorhiba      | 1        |          |
| Kiesett  | 6  | Nelson Piquet          | Brabham-Alfa Romeo | 15    | Befecskendező  | 7        |          |
| NK       | 22 | Derek Daly             | Ensign-Ford        |       |                |          |          |
| NK       | 24 | Arturo Merzario        | Merzario-Ford      |       |                |          |          |
| NK       | 36 | Gianfranco Brancatelli | Kauhsen-Ford       |       |                |          |          |

## Statisztikák
Vezető helyen:
- Patrick Depailler: 75 (1-75)

Patrick Depailler 2. győzelme, Jacques Laffite 4. pole-pozíciója, Gilles Villeneuve 4. leggyorsabb köre.
- Ligier 4. győzelme.